# HD 122837
HD 122837，又名BD-14 3863，SAO 158325、HR 5277，是一颗恒星，视星等为6.28，位于銀經327.95，銀緯44.32，其B1900.0坐标为赤經13h 59m 2s，赤緯-14° 44.32′ 28″。